# Friedrich Albert Lange
Friedrich Albert Lange (Solingen, 28 settembre 1828 – Marburgo, 23 novembre 1875) è stato un filosofo, sociologo e giornalista tedesco, fu tra i primi e principali esponenti del movimento di "ritorno a Kant" tipico della seconda metà dell'Ottocento, nonché autore dell'opera di enorme successo e influenza intitolata Storia del materialismo.

## Biografia
Lange nacque il 28 settembre 1828 a Wald vicino a Solingen, in Germania. Era il figlio di un teologo protestante, Johann Peter Lange. Poco dopo, la sua famiglia si trasferì a Langenberg vicino a Elberfeld e poi nel 1832 a Duisburg, dove Lange frequentò sia la scuola elementare che il ginnasio. Nel 1841 la famiglia si trasferì in Svizzera dopo la nomina del padre a professore di teologia presso l'Università di Zurigo, dove subentrò a David Friedrich Strauss, che era stato rimosso dal posto subito dopo la nomina a causa delle proteste dovute al suo controverso libro, "La vita di Gesu ("Das Leben Jesu").
Lange continuò la sua formazione a Zurigo per due semestri, freuentando lezioni di filologia e di teologia. Nel 1848 andò a studiare filologia presso l'Università di Bonn sotto Friedrich Ritschl. In quegli anni Lange seguì anche corsi di filosofia, storia della letteratura classica tedesca, geometria analitica e calcolo. Al termine degli studi Lange si addottorò con una dissertazione sulla poesia greca, Quaestiones metricae (1851).
Dopo aver fatto il servizio militare a Colonia, nel 1852 Lange diventò assistente insegnante di scuola superiore presso il Friedrich-Wilhelms-Gymnasium. Dopo alcuni anni, non avendo ottenuto la promozione a insegnante, Lange si dimise e si ritrasferì a Bonn, per cercare di otterenere l'abilitazione alla docenza universitaria, approfittando del fatto che il padre fosse recentemente stato chiamato come professore presso l'Università di Bonn. Nel 1855 iniziò a insegnare filosofia come Privatdozent, una posizione che veniva retribuita tramite le donazioni degli studenti. Dato che lo scarso successo delle lezioni non gli permetteva di mantenersi, nel 1858 Lange decise di lasciare l'università per insegnare nella sua vecchia scuola, il Duisburg Gymnasium. Questa esperienza risvegliò in Lange l'interesse per lo studio della pedagogia, che lo portò a collaborare con l'enciclopedia di Karl Schmid, scrivendo diverse voci a tema pedagogico.
In quegli anni Duisburg e più in generale la Germania erano attraversati da profondi cambiamenti sociali e politici, dovuti al rapido progresso industriale. All'inizio degli anni '60 Lange si iniziò ad interessare a questioni politiche, iscrivendosi al partito liberale Deutscher Nationalverein. A causa della sua attività politica, Lange entrò in conflitto con le istituzioni scolastiche, decidendo infine di lasciare il suo lavoro di insegnante ginnasiale per riaffermare la propria libertà di impegnarsi politicamente. Per mantenersi, Lange iniziò a lavorare alla camera di commercio di Duisburg e come giornalista per il giornale liberale Rhein- und Ruhrzeitung. 
Col passare del tempo Lange iniziò a essere sempre più insofferente verso le politiche dei gruppi liberali, che riteneva non abbastanza attente ai problemi sociali della sempre più numerosa classe operaia. Per questo motivo Lange lasciò il partito liberale e il suo ruolo alla camera di commercio, per iniziare a dedicarsi a tempo pieno ai problemi politici e sociali, lavorando come giornalista e pamphlettista, e fondando una associazione dei consumatori a Duisburg. Proprio nella veste di rappresentante della associazione dei consumatori di Duisburg, nel 1864 Lange partecipò alla prima riunione della Vereinstag Deutscher Arbeitervereine, lega di vaga impostazione socialistica che riuniva diverse organizzazioni operaie. A seguito di quest'esperienza Lange scrisse la sua prima opera di carattere propriamente politico Die Arbeiterfrage (La questione operaia). Alla prima edizione del 1865 fecero poi seguito ulteriori edizioni dell'opera ampiamente rimaneggiate nel 1870 e nel 1875. L'opera ebbe molta influenza nel dibattito interno ai vertici della SPD, venendo citata a esempio dal principale esponente dei cosiddetti "revisionisti" Eduard Bernstein, che in una serie di articoli pubblicati tra il 1891-1892 sostenne la necessità per il partito di "tornare a Lange".
Negli stessi anni in cui pubblicò Die Arbeiterfrage, Lange lavorò anche alle altre sue opere principali. Nel 1866 uscirono infatti sia la prima edizione della Storia del materialismo (cui seguì una seconda edizione fortemente modificata nel 1873-1875) e un altro scritto politico intitolato Mills Ansichten über die soziale Frage (Le opinioni di Mill sulla questione sociale). Sempre in quegli anni Lange iniziò anche a lavorare a uno scritto sulle poesie filosofiche di Schiller, che rimase però incompiuto, venendo pubblicato postumo (Einleitung und Kommentar zu Schillers philosophische Gedichte, Introduzione e commento alle poesie filosofiche di Schiller, 1897),
A causa delle politiche di Bismarck sempre più repressive nei confronti dei movimenti socialisti, nel 1866 Lange decise di ritornare in Svizzera. Si trasferì quindi a Winterthur e continuò le sue lotte politiche collaborando con il giornale democratico Winterthurer Landbote.

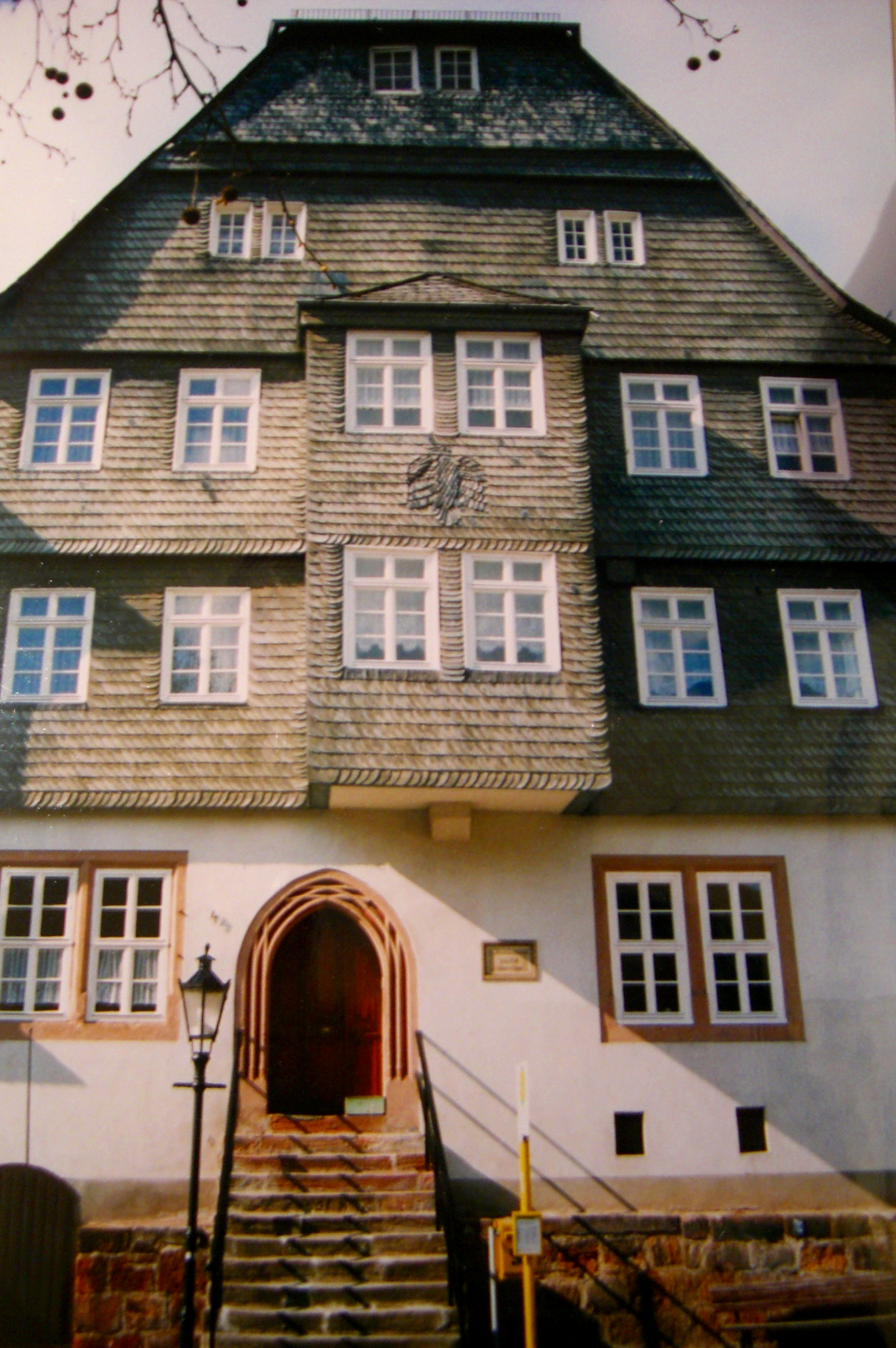
Casa del filosofo tedesco Friedrich-Albert Lange a Marburgo, Lahn, Barfüßerstraße

Grazie al successo della Storia del materialismo, Lange poté rientrare nel mondo accademico, ottenendo la cattedra di filosofia presso l'Università di Zurigo nel 1870. Purtroppo in quello stesso anno Lange scoprì di avere un cancro allo stomaco. Nonostante la malattia continuò lo stesso a lavorare sulla seconda edizione della Storia del materialismo (Lange 1873-1875). Dopo aver respinto le offerte a Königsberg e Würzburg, accettò l'invito di assumere una cattedra a Marburgo nel 1872. Diede le sue lezioni fino alla sua morte avvenuta nel 21 novembre 1875 a Marburgo.
Dopo la morte Hermann Cohen, che era stato allievo di Lange e che gli succedette alla cattedra di filosofia di Marburgo, pubblicò un'altra opera postuma a cui Lange stava lavorando prima di morire, i Logische Studien (1877, II ed., 1894).

## Pensiero

### Il kantismo psicofisiologico
Lange viene considerato uno dei principali rappresentanti del kantismo psicofisiologico, insieme a Hermann von Helmholtz. Nella prima metà dell'Ottocento lo studio fisiologico-sperimentale degli organi di senso e dei processi percettivi aveva fatto grandi progressi grazie ad autori come lo stesso Helmholtz, il suo maestro Johannes Peter Müller, o Ernst Heinrich Weber. Partendo da questi recenti progressi scientifici, sempre più pensatori iniziarono a rivalutare la lezione di Kant, vedendo in essa un'anticipazione della scoperta della psicofisiologia secondo cui non percepiremmo il mondo qual è, ma quale se lo modellano i nostri organi di senso. Su questa scorta, Lange sosteneva che le forme a priori della conoscenza e più in generale le nostre facoltà conoscitive fossero fondate sulla nostra "organizzazione psicofisica". Nella sua Storia del materialismo Lange scrisse quindi:
(Storia del materialismo, 1932, vol. 2, p. 430)

### La storia del materialismo

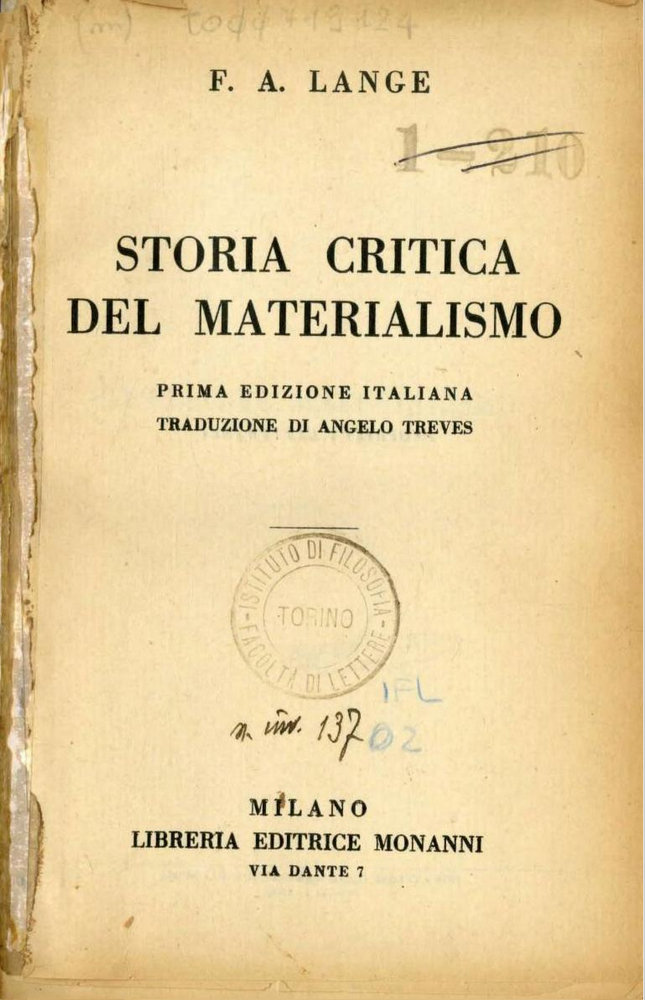
Frontespizio di Storia critica del materialismo, in una traduzione italiana di Angelo Treves del 1932.

L'opera più famosa di Lange fu sicuramente la Storia del materialismo (Geschichte des Materialismus), che ebbe notevole successo in patria e fuori, venendo tradotta in tutte le principali lingue europee. Come dice il titolo, il libro è prima di tutto una ricostruzione del pensiero materialistico dall'antica Grecia fino all'età contemporanea di Lange. L'obbiettivo di Lange non era però fornire solo una ricostruzione storica, ma prendere posizione nel cosiddetto Materialismusstreit, ovvero la controversia sul materialismo, che era scoppiata nel 1840 con un dibattito a distanza tra Rudolph Wagner e Carl Vogt, per estendersi poi in tutti gli ambienti intellettuali tedeschi. Il motivo del contendere era la pretesa delle scienze naturali di poter ridurre ogni fenomeno - inclusi quelli mentali e spirituali - a processi materialistico-meccanicistici, interamente spiegabili in base a leggi fisico-chimiche. Chi si opponeva a questa pretesa delle scienze naturali sosteneva l'esistenza di fattori spirituali (l'anima, il volere, etc.) non riducibili al semplice moto di particelle di materia.
Nella Storia del materialismo Lange prende posizione in questo dibattito con una posizione di mediazione. Da un lato Lange sostiene che il materialismo non è una posizione filosofica sostenibile perché non è in grado di rendere conto dei processi di coscienza, come ad esempio la sensazione. Nessun movimento di atomi è infatti in grado di spiegare come possa sorgere il vissuto di un individuo, la sensazione di un colore, una immagine percettiva. Per questo motivo l'unica posizione filosofica coerente è quella propria della rivoluzione copernicana di Kant, che invece di partire dal mondo materiale per cercare di spiegare in base ad esso come nasca l'esperienza umana, parte dall'esperienza stessa per spiegare come essa costruisca la propria immagine del mondo in base alle nostre facoltà conoscitive. Dall'altro lato, però, Lange sostiene che proprio il modo di operare delle nostre facoltà conoscitive ci porta a costruire un'immagine del mondo sul modello del materialismo-meccanicistico. In altre parole, il materialismo per Lange non è una realtà effettiva, ma è un'esigenza della nostra ragione. La nostra ragione ha infatti bisogno di spiegarsi le cause dei fenomeni, e per far ciò li riduce al movimento della materia in base a leggi necessarie.
Così facendo Lange dava ragione tanto agli avversari del materialismo (ritenendo che fosse una posizione filosofica falsa ed erronea) quanto ai suoi sostenitori (affermando che il punto di vista materialistico è un fattore necessario delle scienze naturali e, più in generale, della mente umana).

### Il punto di vista dell'ideale
Nella parte conclusiva della Storia del materialismo, Lange si allontanava dalla discussione circa l'utilità del materialismo per la conoscenza scientifica, per rimarcare la necessità di superare la prospettiva materialistica quando si tratta di considerare non la realtà, ma la sfera ideale. Se nella conoscenza della natura e del mondo il materialismo ha una sua giustificazione, esso è assolutamente sbagliato e nocivo quando si tratta dell'agire libero dell'uomo.
Parlare di libertà dell'uomo per Lange non significava che l'uomo non fosse sottomesso alle leggi di natura e al suo determinismo. Per Lange tutta la nostra attività mentale dipende infatti dal cervello e dai processi fisici che si svolgono in esso. Tuttavia, l'uomo ha bisogno di costruirsi un'immagine ideale della realtà, ripensandola non com'è, ma come egli vorrebbe che fosse. Questa immagine ideale della realtà, pur se fittizia, è comunque importante per la realtà, perché ci motiva ad agire. Ad esempio, dobbiamo immaginare una società ideale in cui gli uomini non siano motivati solo dall'interesse personale, ma dalla simpatia, in cui non viga il conflitto, ma l'armonia. La bellezza di questi ideali immaginari ci spingerà a lottare per la loro realizzazione, determinando così un cambiamento effettivo dentro la società.

### La questione operaia
Nel suo libro Die Arbeiterfrage Lange parte da una concezione darwiniana della società. A differenza del darwinismo sociale, Lange non vuole però sostenere la bontà di una società basata sulla lotta per l'esistenza. 
Secondo Lange, il meccanismo di selezione naturale è altamente inefficiente, in quanto è basato sulla sovrapproduzione degli organismi, di cui solo pochi sopravvivono, mentre la maggior parte viene sterminata. In particolare, a sopravvivere non sono i migliori (come ritengono i darwinisti sociali), ovvero gli individui dotati di certe caratteristiche vantaggiose, ma solo quella piccola parte di individui dotati di certe caratteristiche vantaggiose che ha al contempo la fortuna di capitare in un ambiente adatto a quelle caratteristiche.
Lo stesso meccanismo inefficiente è presente anche nella società umana, dove alla lotta per l'esistenza si aggiunge la lotta per la posizione privilegiata. Anche se nascono molteplici individui dotati di talenti tali da essere in grado di occupare posizioni di vertice, la maggior parte di questi talenti viene sprecata, perché solo pochi capitano in un ambiente tale da permetterne lo sviluppo. In particolare, a poter sviluppare le loro capacità individuali sono i membri delle classi agiate, che posseggono quindi un vantaggio competitivo nei confronti delle classi oppresse, che non hanno invece la possibilità di lavorare alla propria auto-realizzazione.
In accordo con la propria filosofia del punto di vista dell'ideale, Lange ritiene quindi necessario immaginare una società umana non più basata sulla lotta per l'esistenza e la selezione naturale, ma in cui ogni singolo individuo ha la possibilità di vivere degnamente e di sviluppare interamente le proprie capacità. Per far ciò è necessario ridurre le differenze economiche, in particolare abolendo il diritto di successione ereditaria e la proprietà fondiaria. In una società più egalitaria, le risorse non vengono più sprecate nella produzione di beni di lusso, ma impiegate per dare a tutti quanto necessario per vivere. In questo modo gli individui vengono liberati dalla lotta per la sopravvivenza e dalla ricerca del pane quotidiano, e possono così dedicarsi alla propria autorealizzazione e al proprio sviluppo spirituale.

## Critiche
Rudolf Steiner obiettò l'ambiguità dell'idealismo di Lange, che da un lato giustificava il materialismo come un effetto inevitabile prodotto dall'attività del pensiero umano, dall'altro dava quindi ragione al materialismo nel considerare lo stesso pensiero umano come un prodotto di processi materiali.

## Opere
- Die Arbeiterfrage in ihrer Bedeutung für Gegenwart und Zukunft (1865, 1870, 1875)
- Mills Ansichten über die soziale Frage und die angebliche Umwälzung der Sozialwissenschaft durch Carey, 1866
- Storia del materialismo e la critica della sua importanza nel nostro tempo.
  - (DE)  Geschichte des Materialismus und Kritik seiner Bedeutung in der Gegenwart, edizione originale in tedesco, 1866, 1873-1875.
  - (FR)  Traduzione di B. Pommerol, chez Reinwald et, in due volumi: T1, Histoire du matérialisme jusqu’à Kant, 1877; T2, Histoire du matérialisme depuis Kant, 1879; testo disponibile su wikisource. ; edizioni Coda, 2004, ISBN 2-84967-008-1.
  - (IT) Traduzione di A. Treves, a cura di L. Gigante, in due volumi: Storia del materialismo e critica del suo significato nel presente. I Storia del materialismo fino a Kant II Storia del materialismo da Kant, Edizioni immanenza, 2014, ISBN 9788898926398 ISBN 9788898926404 .
- Logischen Studien (1877), postumo.
- Einleitung und Kommentar zu Schillers philosophische Gedichte (1897)